# Mazlum
Mazlum – wieś w Syrii, w muhafazie Dajr az-Zaur. W 2004 roku liczyła 1628 mieszkańców.